# Карл Цукерторт
Карл Цукерторт (нім. Karl Zuckertort; 5 липня 1889, Берлін — 1982, Фройденштадт) — німецький офіцер, генерал-майор вермахту.

## Біографія
По батькові — єврей. Племінник Йоганна Цукерторта, молодший брат генерал-лейтенанта Йоганнеса Цукерторта.
1 квітня 1905 року поступив на службу в 1-й саксонський піший артилерійський полк №12 (Мец). В серпні 1914 року призначений офіцером 2-го саксонського пішого артилерійського полку №19. Учасник Першої світової війни. За бойові заслуги відзначений численними нагородами. Після демобілізації армії залишений у рейхсвері. Навесні 1920 року очолив автомобільний дивізіон 19-ї бригади рейхсверу. при скороченні рейхсверу до 100 000 службовців був призначений командиром роти 4-го автомобільного дивізіону. Навесні 1924 року переведений у відділ військової техніки Імперського міністерства оборони. В 1925/26 роках, під час реорганізації міністерства, був переведений у відділ озброєння сухопутних військ. В 1928/29 році переведений в штаб 4-го автомобільного дивізіону (Дрезден), з 1 листопада 1930 року — командир дивізіону. З 1 жовтня 1934 року — командир командного штабу Цоссена. 15 жовтня 1935 року цей штаб був переформований у штаб 5-го танкового полку і Цукерторт став командиром полку. 1 жовтня 1937 року переведений в управління озброєння ОКГ керівником відділу автомобільних частин (після початку Другої світової війни — відділ танків і тягачів). З 1 липня 1940 року — начальник паризького відділу Управління озброєнь сухопутних військ. 31 липня 1941 року відправлений у відставку з невідомих причин.

## Нагороди

### Перша світова війна
- Залізний хрест 2-го і 1-го класу
- Орден Альберта (Саксонія)
  - лицарський хрест 2-го класу
  - лицарський хрест 1-го класу з мечами
- Орден Заслуг (Саксонія), лицарський хрест 2-го класу з мечами
- Військовий орден Святого Генріха, лицарський хрест — за заслуги під час битви на Соммі.
- Королівський орден дому Гогенцоллернів, лицарський хрест з мечами

### Міжвоєнний період
- Пам'ятна військова медаль (Угорщина) з мечами
- Медаль за участь у Європейській війні (1915—1918) з мечами (Третє Болгарське царство)
- Почесний хрест ветерана війни з мечами
- Медаль «За вислугу років у Вермахті» 4-го, 3-го, 2-го і 1-го класу (25 років)

### Друга світова війна
- Застібка до Залізного хреста 2-го і 1-го класу
- Імперський орден Ярма та Стріл (Іспанія; 20 березня 1941)[1]